# Ausstellungsstraße

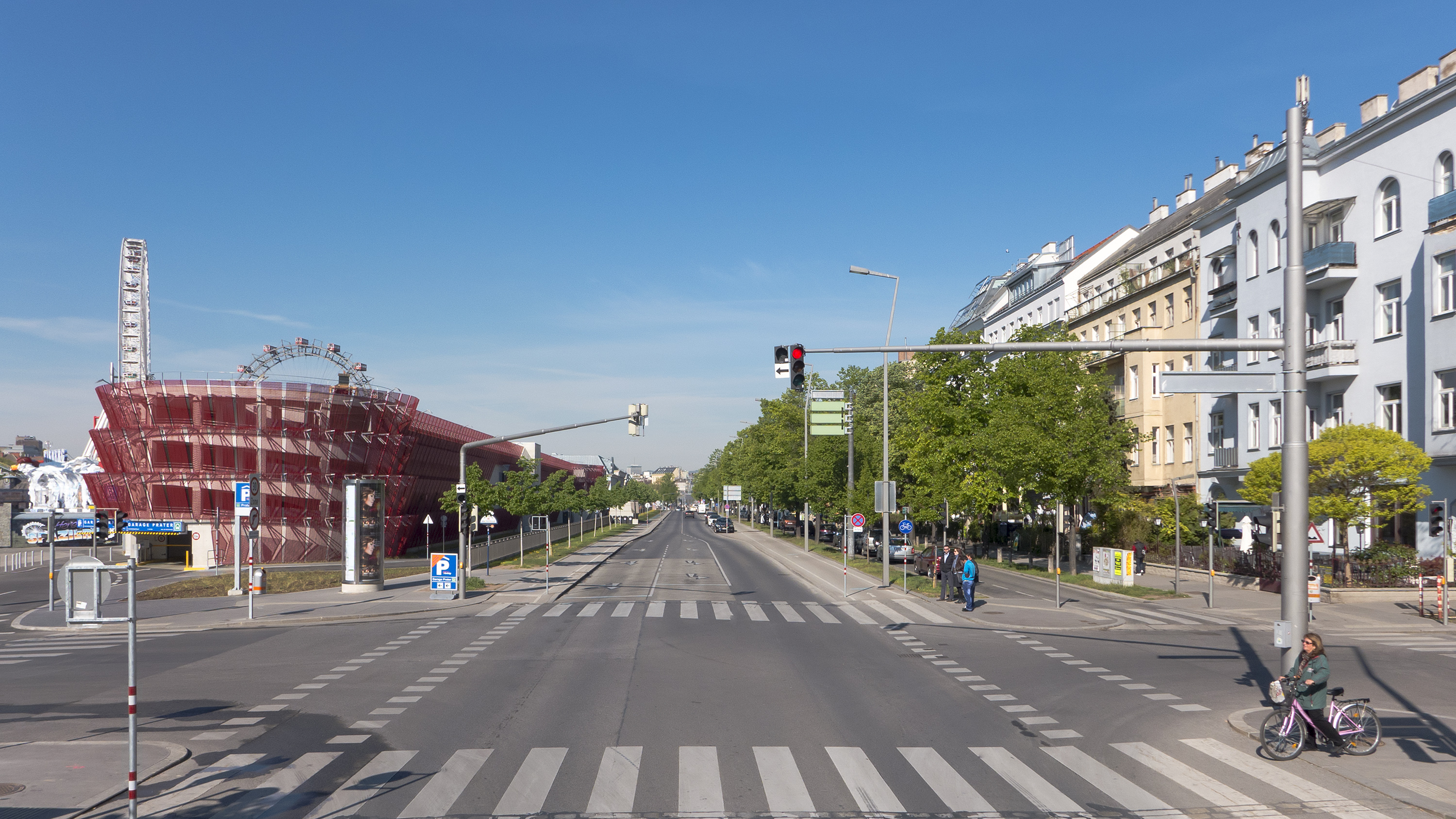
Die Ausstellungsstraße in Richtung Praterstern

Die Ausstellungsstraße in Wien ist eine Allee im 2. Wiener Gemeindebezirk und verläuft vom Verkehrsknotenpunkt Praterstern  ostwärts bis zur Kreuzung mit der Vorgartenstraße beim Elderschplatz. Ihre prominentesten Anrainer sind der im Volksmund Wurstelprater genannte Vergnügungspark und die Messe Wien. Der Name der Straße stammt von der hier abgehaltenen Weltausstellung 1873.

## Geschichte

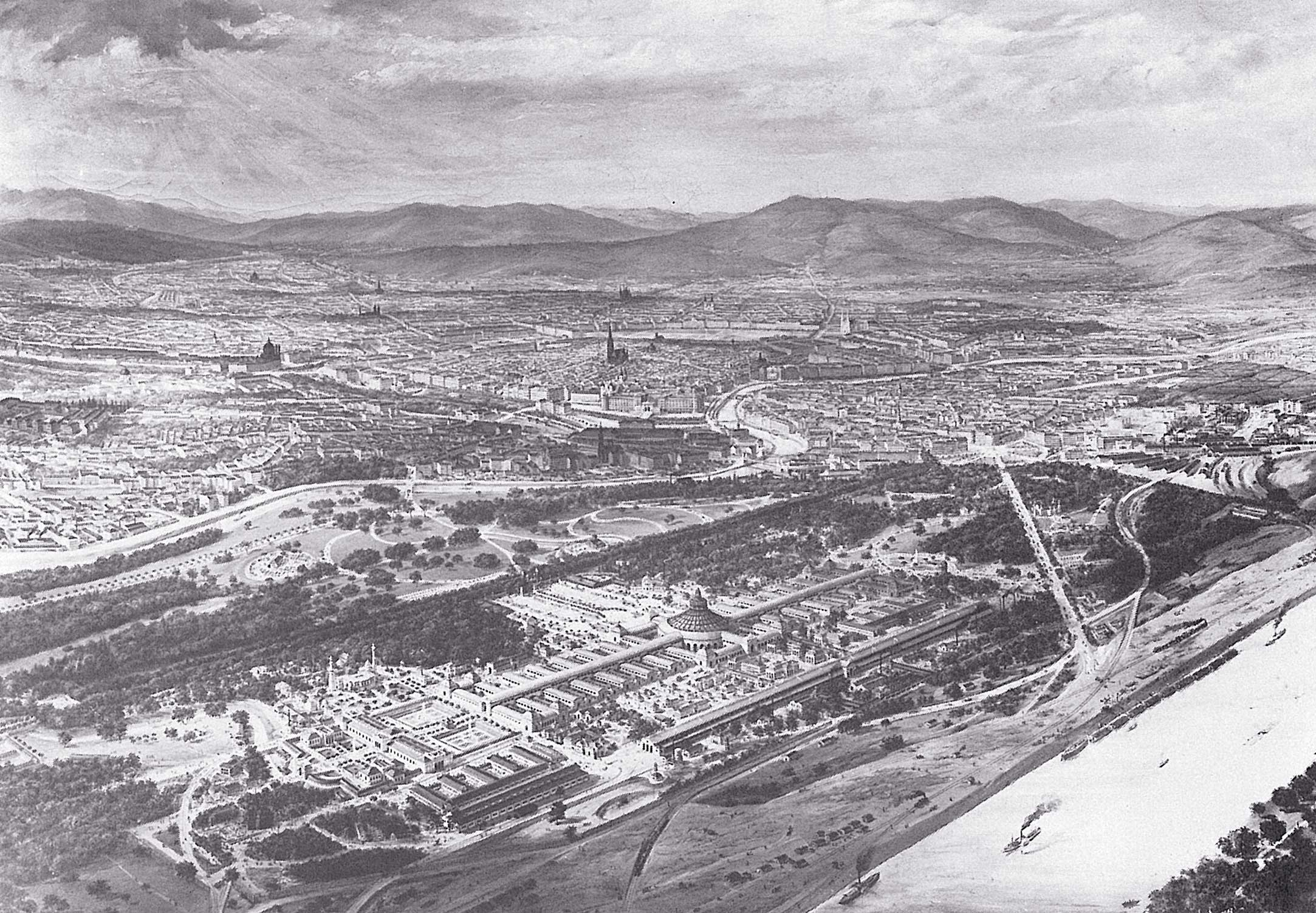
In der historischen Vogelperspektive des Weltausstellungsgeländes 1873 verläuft die Ausstellungsstraße rechts neben dem Gelände, vom Praterstern zur Donau, in der Richtung von 11 nach 5 Uhr

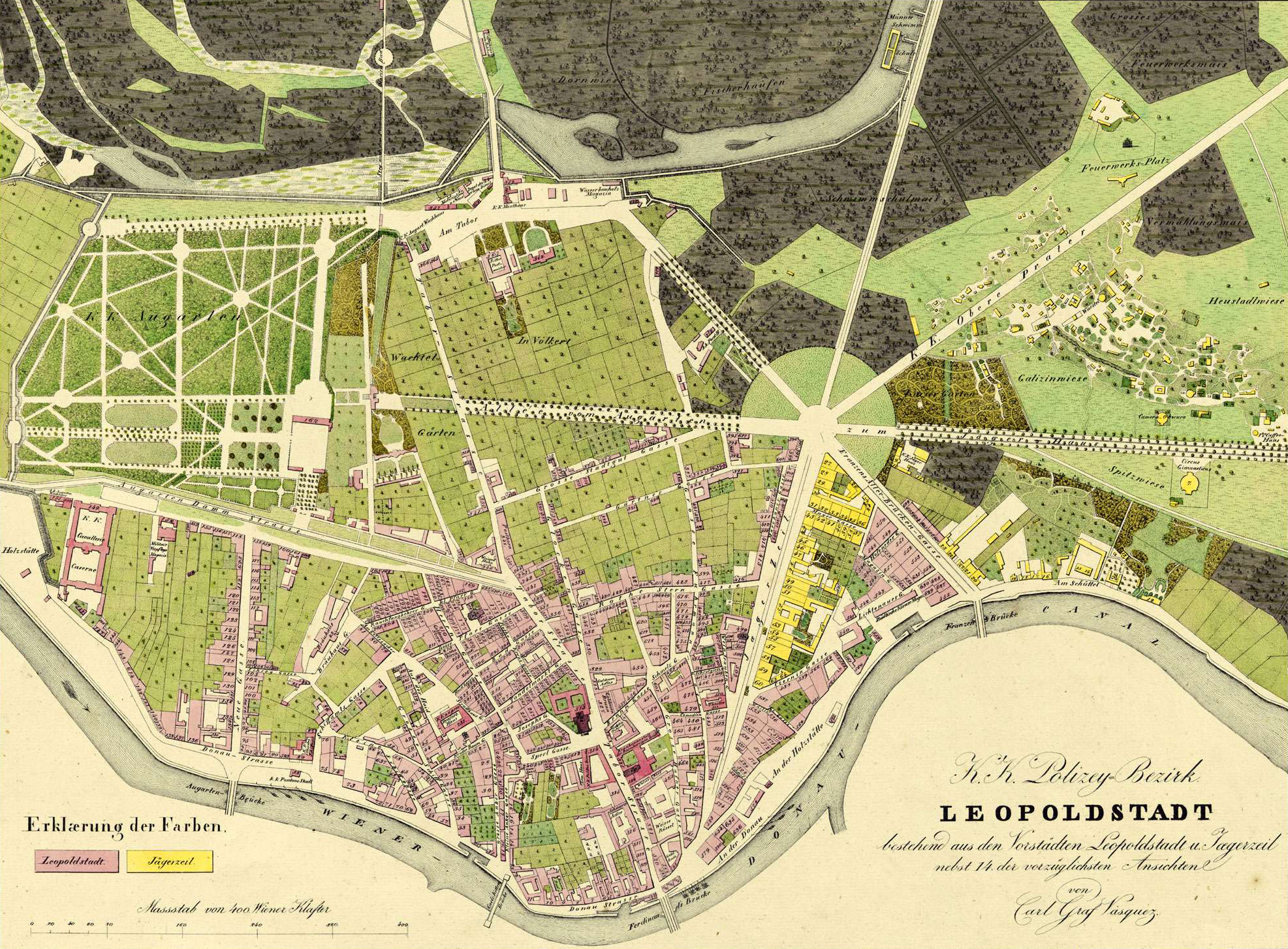
Auf dem Plan von Carl Graf Vasquez, um 1830, verläuft die mit K. K. Obere Prater beschriftete Straße vom Praterstern aus Richtung 2 Uhr und passiert den nördlich von ihr gelegenen Feuerwerks Platz

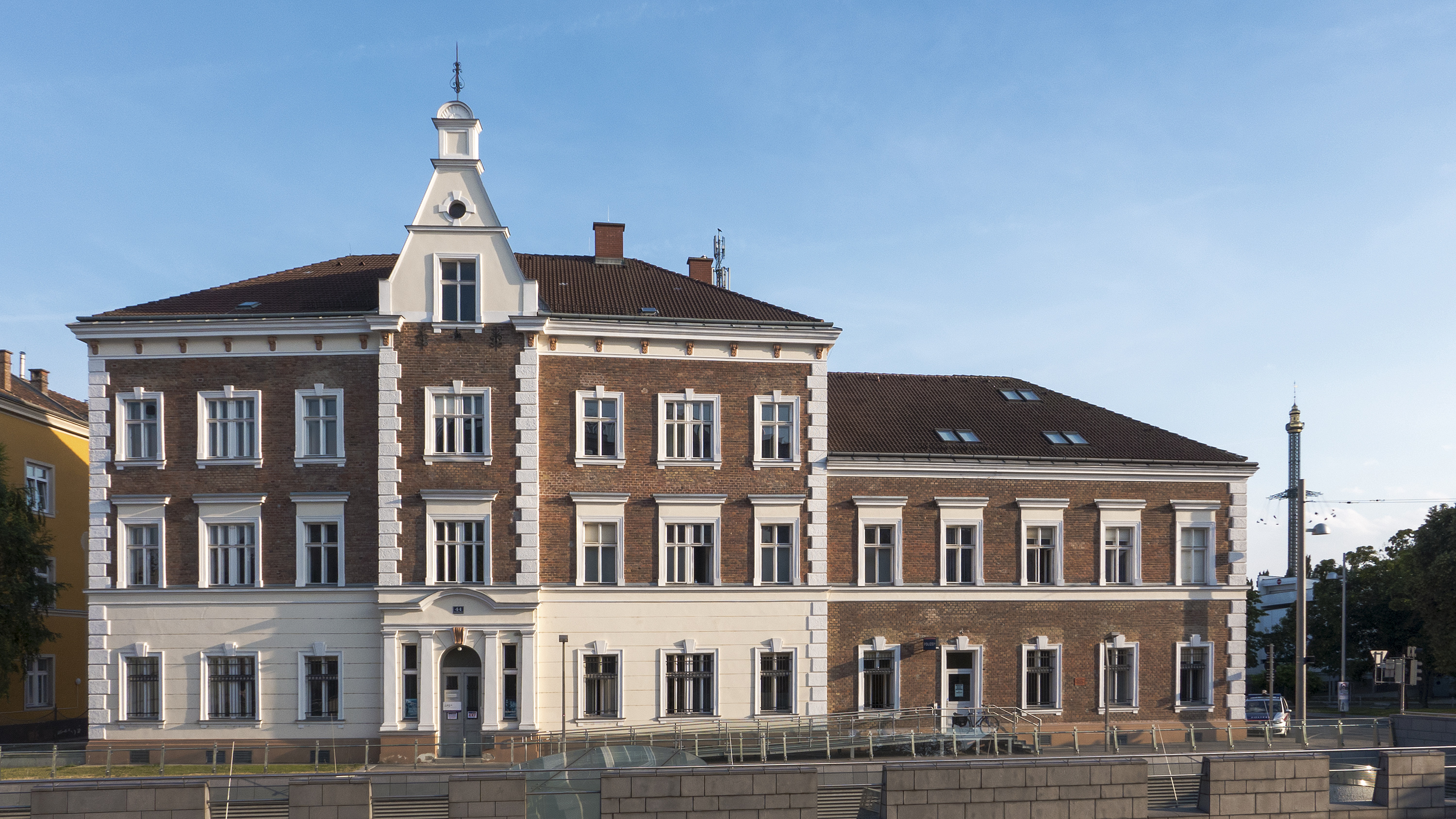
Polizeiinspektion Ausstellungsstraße 44

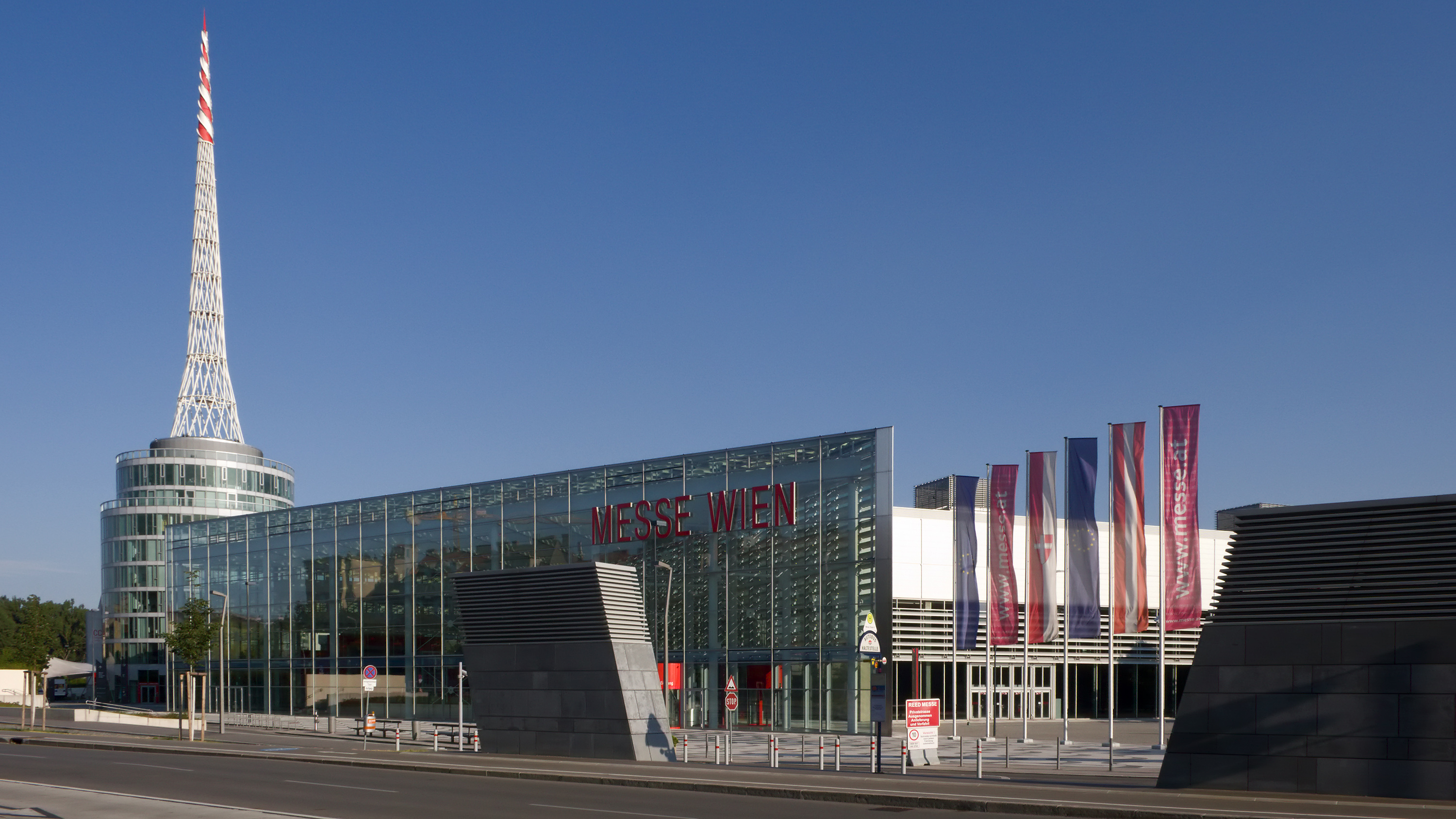
Der Zugang zur Messe Wien auf dem Messeplatz, gesehen von der Ausstellungsstraße

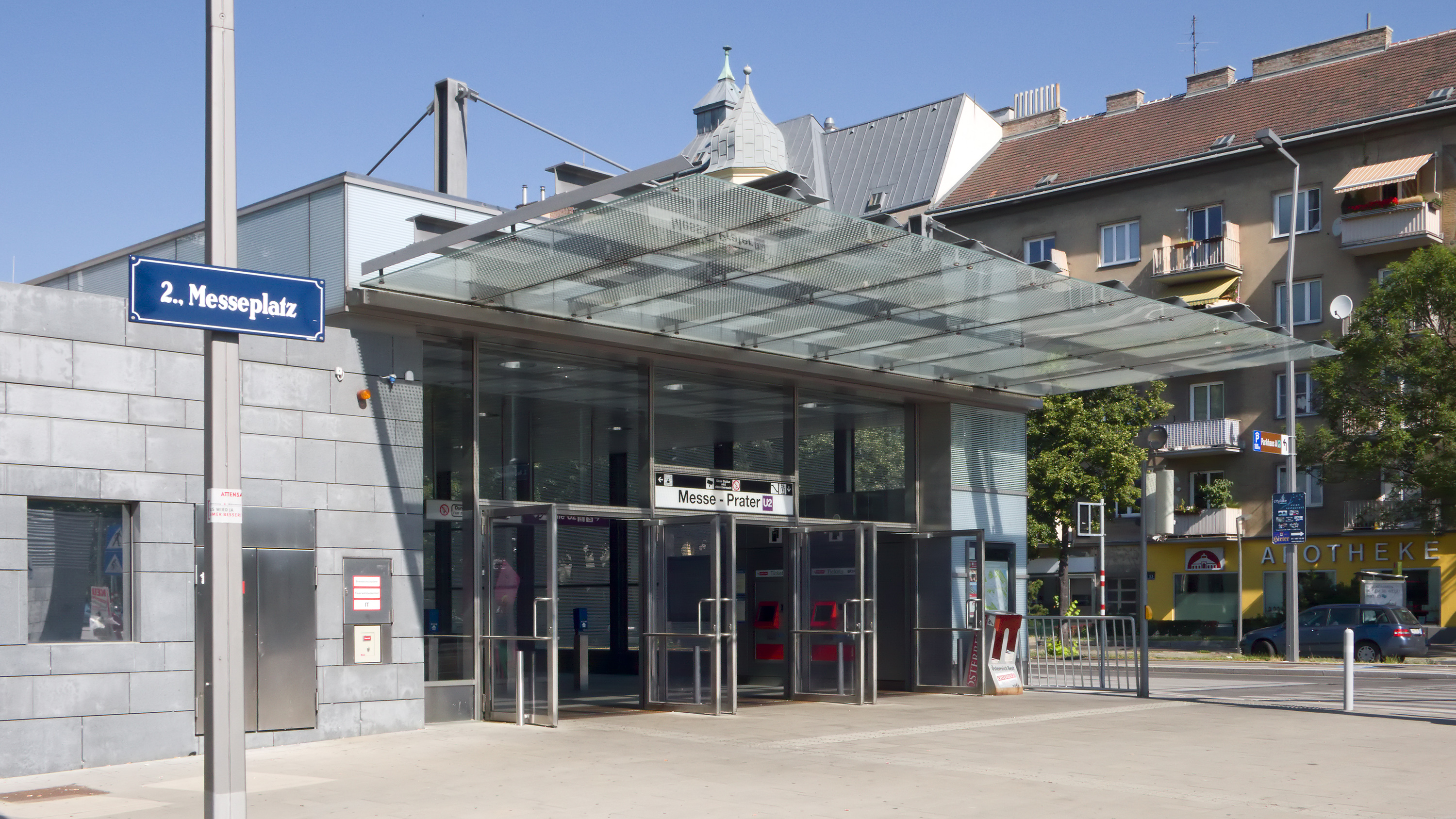
Die U-Bahn-Station Messe-Prater auf dem Messeplatz, dahinter das Haus Ausstellungsstraße 53

Nach der Freigabe des Wiener Praters für die Allgemeinheit durch Joseph II., 1766, breiteten sich in dem heutigen Praterstern näher gelegenen Teil der Umgebung der späteren Ausstellungsstraße Vergnügungsetablissements und Gastronomiebetriebe aus.
Die Straße wurde im k.k. Oberen Prater (so die Bezeichnung im Vasquez-Stadtplan um 1830) als Verbindung von der damaligen Stadt und der Jägerzeile (heute Praterstraße) zu einem Areal in den Auen der unregulierten Donau angelegt, auf dem Johann Georg Stuwer von 1774 an Aufsehen erregende Feuerwerke zeigte. Der ihm 1773 vom Hof Maria Theresias zugewiesene Platz wurde bald Feuerwerkswiese genannt, die dorthin führende Fahrstraße Feuerwerksallee.
Dieser Name blieb erhalten, bis die Straße (die Gegend war 1850 nach Wien eingemeindet worden und nun Teil des Bezirks Leopoldstadt) am 18. Dezember 1872 in Hinblick auf die benachbarte Weltausstellung 1873 den amtlichen Namen Ausstellungsstraße erhielt. Über die Straße verlief der Großteil des Verkehrs zur und von der Weltausstellung.
An der Ausstellungsstraße konnte an städtische Verbauung geschritten werden, als die 1870–1875 vorgenommene Wiener Donauregulierung die vorher ständig drohende Hochwassergefahr beseitigt hatte. Von den 1880er Jahren an entstand an der nördlichen Straßenseite ein neues Wohnviertel, in dem parallel zur Ausstellungsstraße die 1898 so benannte Stuwerstraße angelegt wurde. Heute wird das Grätzl zwischen Ausstellungsstraße und Lassallestraße Stuwerviertel genannt.
Südlich der Straße wurde 1897 nahe dem Praterstern das Wiener Riesenrad eröffnet, bis heute eines der Wahrzeichen der Stadt. Der Wurstelprater erlebte in den zwei Jahrzehnten vor 1914, vor dem Beginn des Ersten Weltkriegs, seine erfolgreichsten Jahre. Im Bereich der heutigen Parkanlage Venediger Au reichte der Vergnügungspark damals (und bis 1945) auch auf das Gebiet nördlich der Ausstellungsstraße. Nach den Zerstörungen, die das Areal 1945 in der Schlacht um Wien erlitt, wurden Einrichtungen des Wurstelpraters nur mehr an der südlichen Straßenseite wiedererrichtet.

## Bauten
An der nördlichen Straßenseite befinden sich östlich der Venediger Au sechs Häuserblöcke mit Vorgärten, überwiegend mit Mietwohnungen.
An der südlichen Straßenseite befinden sich der Wurstelprater, gefolgt von Sportplätzen und dem Zugang zur Messe (Messeplatz).
Nr. 3, 5 und 7 sind späthistoristische Zinshäuser, Nr. 3 hat einen überhöhten Mittelerker mit Helmbekrönung, Nr. 7 neugotische Elemente. Diese drei Häuser sind Teil der von der Stadt Wien definierten baulichen Schutzzone Stuwerviertel.
Aus solchen späthistoristischen Zinshäusern bestehen auch die nächsten Häuserblöcke auf der ungeraden Seite bis Nr. 39, die Fassaden wurden jedoch ausnahmslos später vereinfacht.
Nr. 44: Polizeiinspektion. Hier war seit der Weltausstellung 1873 ein Stützpunkt der k.k. Sicherheitswache, der uniformierten Polizei, untergebracht, seit 1874 unter dem Namen k.k. Polizei-Bezirks-Kommissariat Prater. Das Kommissariat, dem der gesamte Praterbereich bis zur Südspitze des 2. Bezirks zugewiesen war, bestand noch Anfang der 1950er Jahre und wurde vor 1963 als Kommissariat aufgelassen. Der Stützpunkt dient heute als Polizeiinspektion Ausstellungsstraße.
Nr. 51 stammt aus dem Jahr 1904, die Fassade wurde später aber vereinfacht. Es wurde von Hans Schimitzek gebaut, der dort auch sein Atelier hatte. Markant ist die dachreiterartige Helmbekrönung.
Auf zwei in der Nachkriegszeit entstandenen Häusern befinden sich Kunstwerke: bei Nr. 49 ein Mosaik Calafatti und bei  Nr. 53 ein Sgriffito mit Pratermotiven und zwei Supraporten Familie von Franz Barwig d. J.

## Verkehr
Am 1. Mai 1873 wurde, von der Lassallestraße bei der Venediger Au abzweigend, eine Strecke der (privaten) Pferdetramway in die Ausstellungsstraße eröffnet. (Am gleichen Tag begann hier die Weltausstellung 1873.) Zehn Jahre später wurde diese Strecke auf dem Praterstern mit anderen Pferdebahnstrecken verknüpft und auf der Nordportalstraße bis zur Rotunde geführt. Im Sommer 1898 wurde die Strecke, nunmehr durch die Perspektivstraße zur Rotunde, vom 7. Mai bis zum 30. Oktober elektrisch betrieben. Dann folgte wieder Pferdebahnbetrieb, bis die Bau- und Betriebsgesellschaft für städtische Straßenbahnen in Wien am 23. November 1901 die Strecke durch die Ausstellungsstraße definitiv auf elektrischen Betrieb umstellte.

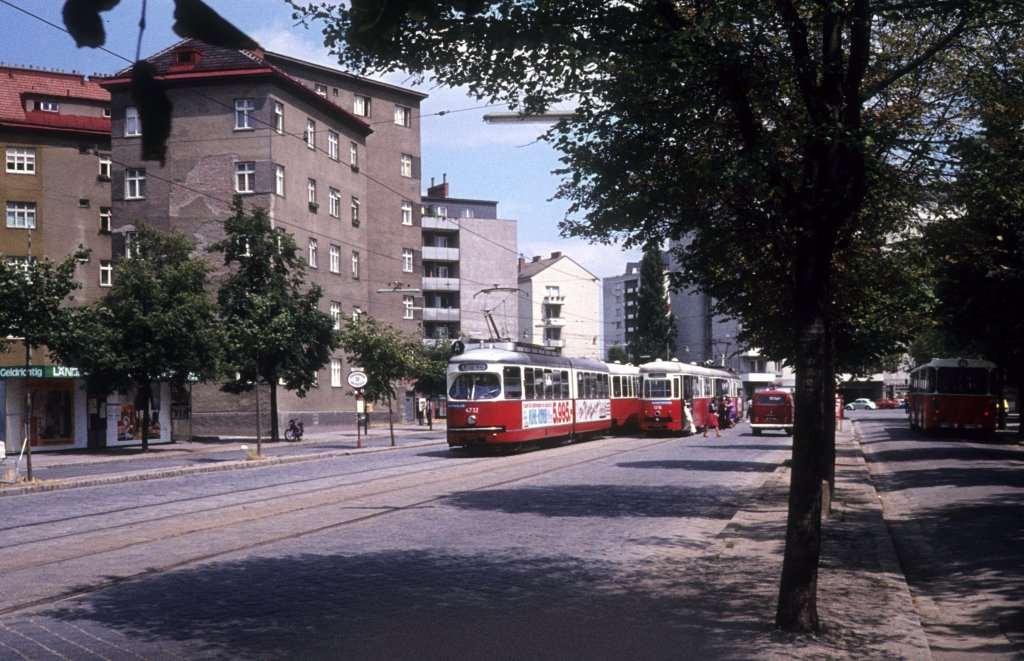
Straßenbahnlinie A am Elderschplatz, 1977

Durch die Ausstellungsstraße verkehrten von 1907 bis 1981 die Straßenbahnlinien A (bis 1913 AR) und AK. Beide umrundeten die Altstadt auf Ringstraße und Franz-Josefs-Kai (die Linie A zuerst über den Ring, die Linie Ak zuerst über den Kai) und führten dann über die Aspernbrücke und durch die Praterstraße zum Praterstern und in die Ausstellungsstraße. Ihre Endstation hatten beide Linien auf dem Elderschplatz am östlichen Ende der Ausstellungsstraße. Bis 1966 fuhren die Züge der Linien A und AK von der Endstation der Linien B und BK bei der Reichsbrücke bzw. im 22. Bezirk ab und hatten ihre Endstation, stadtauswärts fahrend, in der Ausstellungsstraße. Bei den beiden B-Linien war es umgekehrt; sie befuhren daher bis 1966 die Ausstellungsstraße stadteinwärts.
Es folgten Züge mit den Liniensignalen 1 (Ring–Kai–Stadlauer Brücke, bis 1986) und 21 (Praterstern–Stadlauer Brücke, bis 2008).
Anfang Mai 2008 wurde die U-Bahn-Linie U2 in die Ausstellungsstraße verlängert, unter der sie die Station Messe-Prater bedient. Am 9. Mai 2008 wurde die Linie 21 eingestellt, die Straßenbahngleise wurden in der Folge abgetragen.

## Galerie

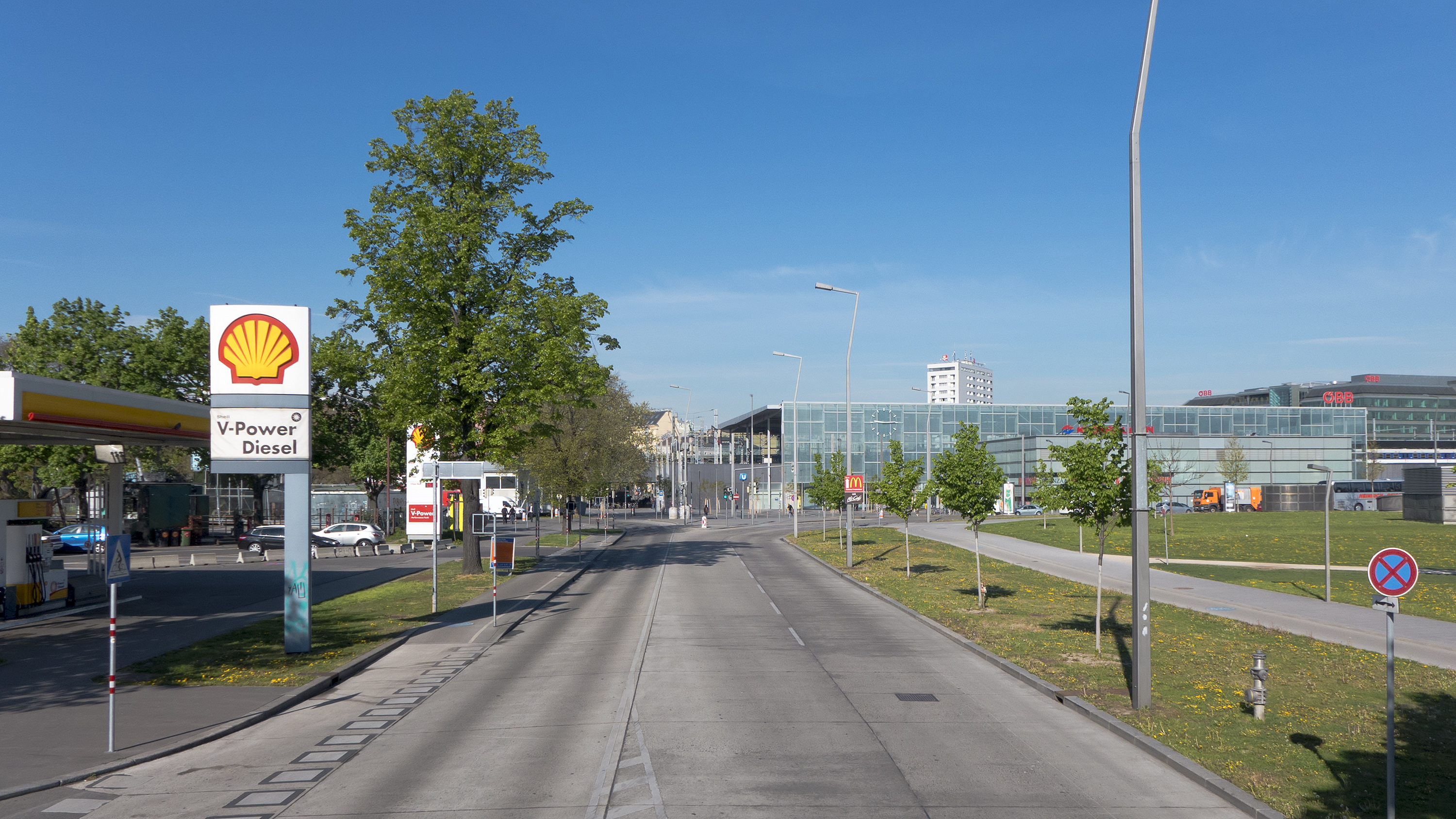
Der Beginn der Straße beim Praterstern
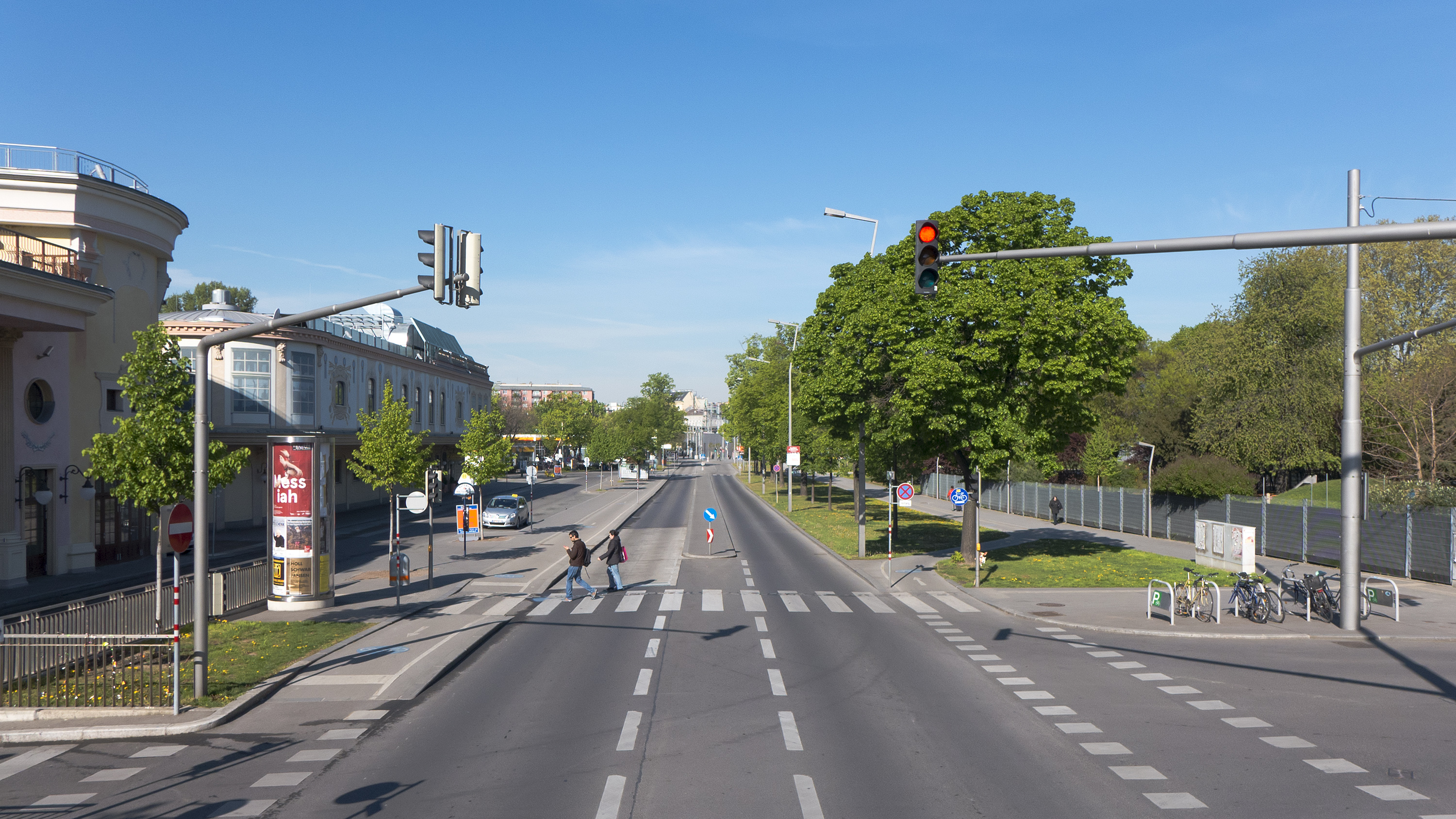
Der Wurstelprater (links) und die Venediger Au (rechts)
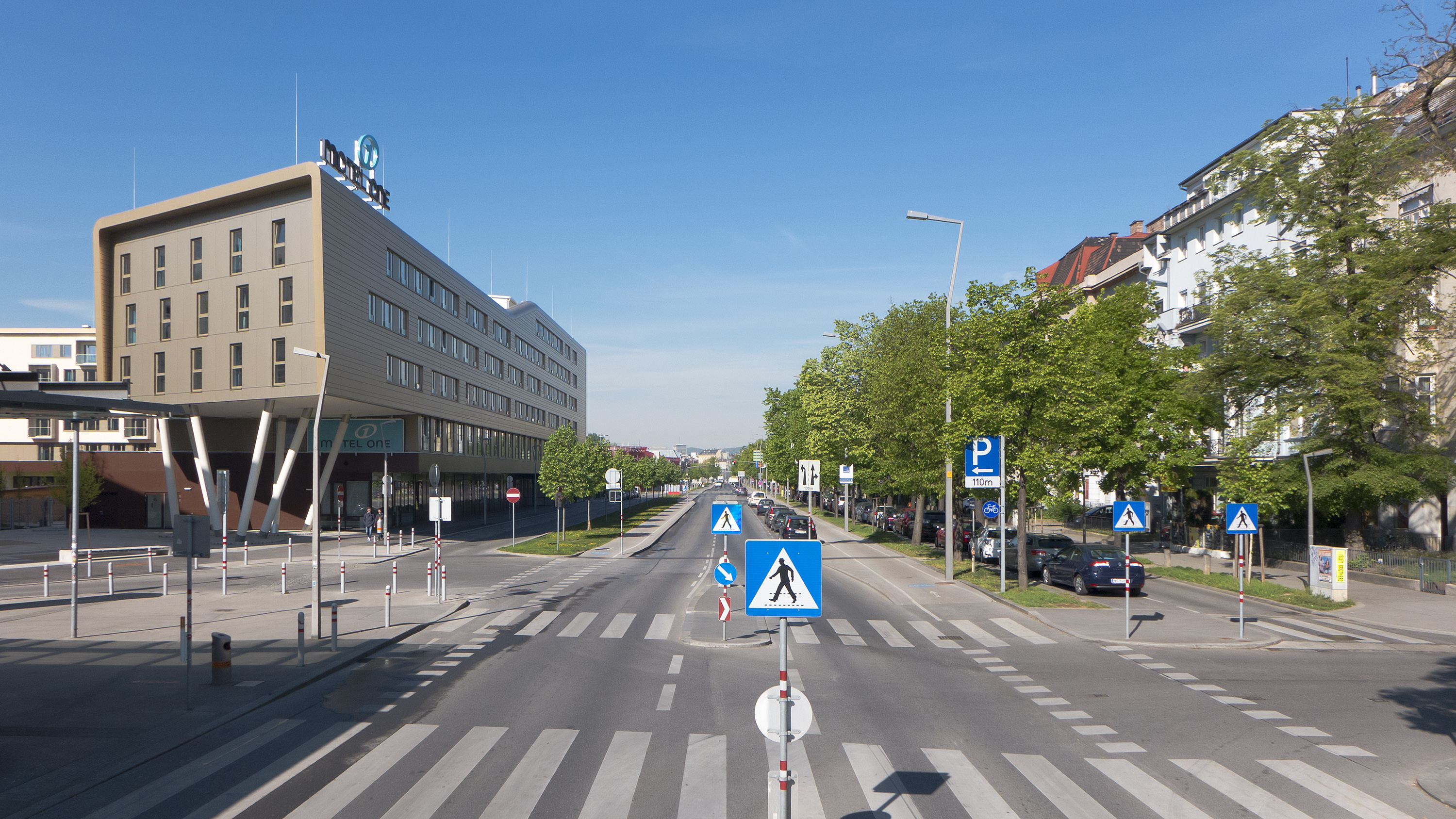
Bei der Wohlmutstraße
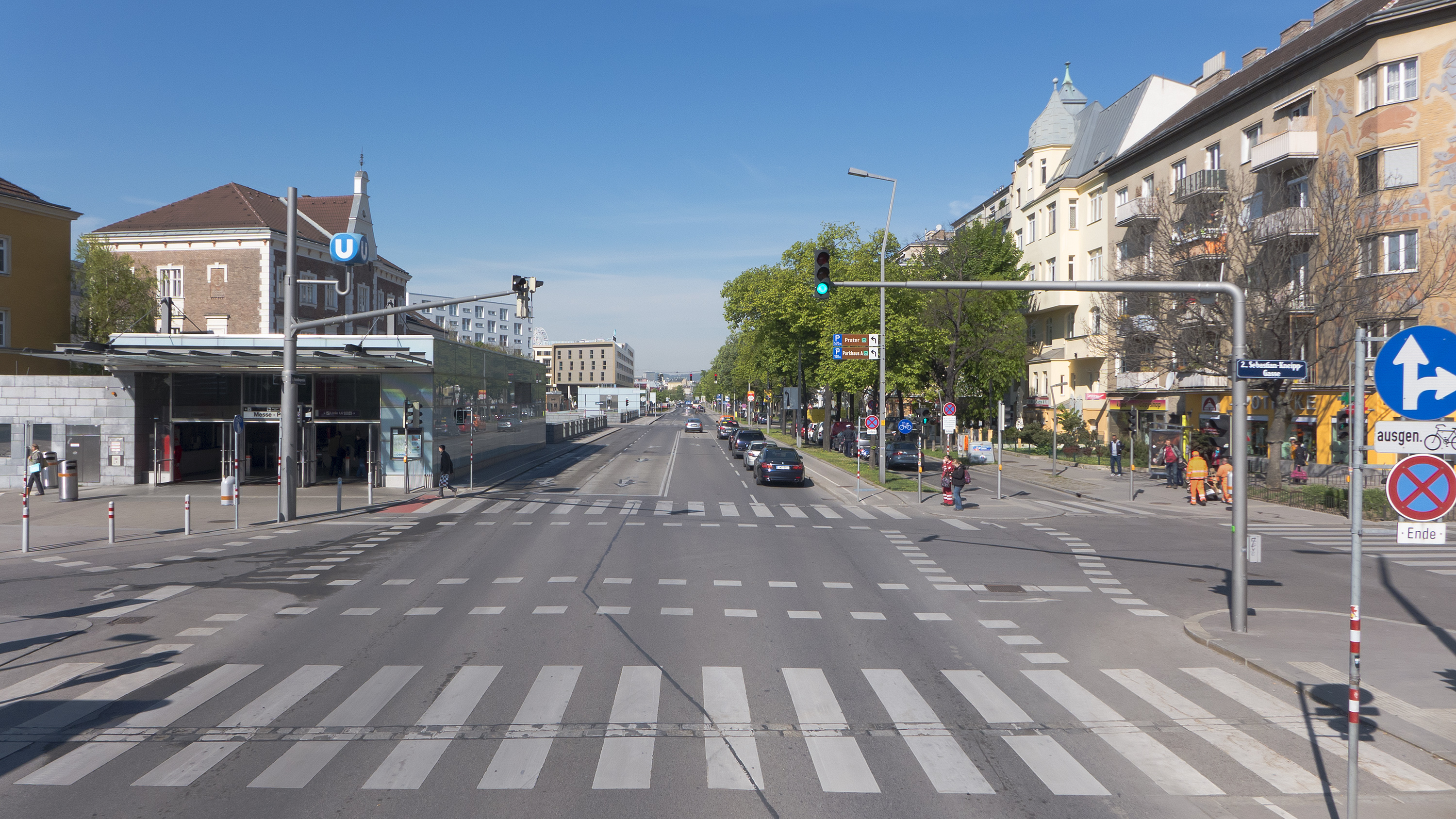
Beim Messeplatz, links die U-Bahn-Station Messe-Prater
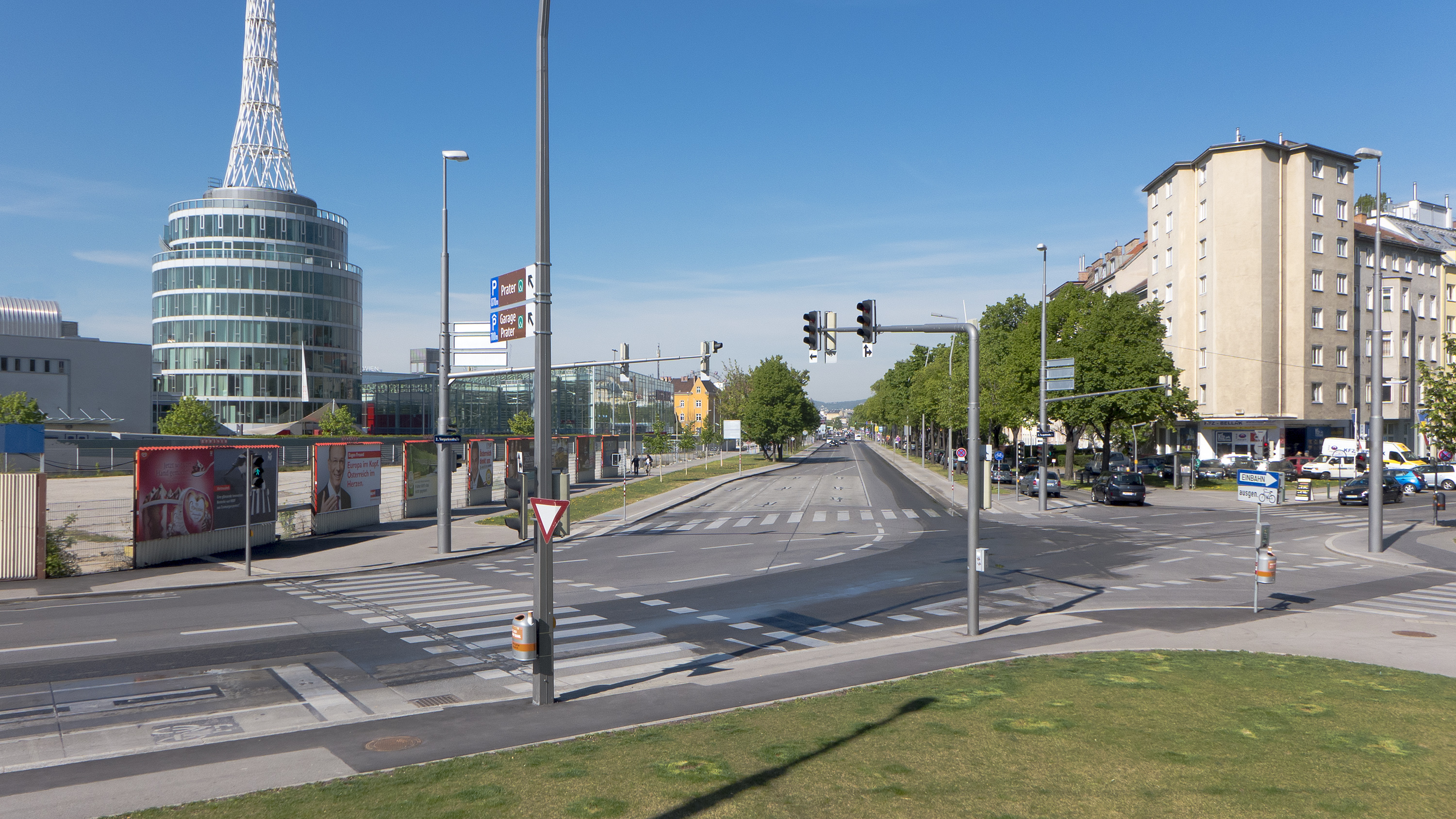
Das Ende der Straße bei der Vorgartenstraße